# Briklaag

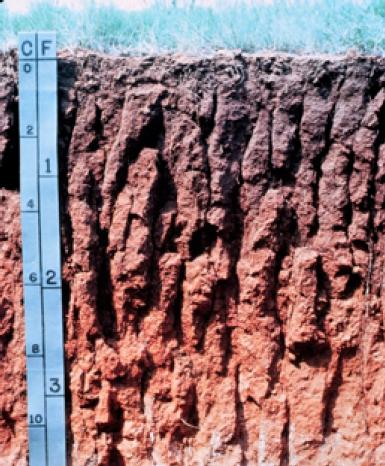
een briklaag (argillic horizon)

Een briklaag is in de Nederlandse bodemclassificatie een textuur B-horizont (Bt) waarin lutum (klei) of lutum met sesquioxiden (voornamelijk ijzeroxiden) zijn ingespoeld vanuit de bovenliggende E-horizont. De dikte van een briklaag varieert van 15 cm tot ruim 60 cm. De laag is donkerder van kleur en heeft een vastere consistentie dan de A- en de C-horizont.
Briklagen komen in Nederland met name voor in bodems die zijn gevormd in laatglaciale en oudere pleistocene lutumrijke afzettingen. Daarnaast worden zij gevonden in rivierklei, die vóór de Romeinse tijd is afgezet. Bodems met een briklaag heten in Nederland brikgronden. Deze komen overeen met Luvisolen in de internationale FAO-classificatie en met Alfisolen in het Amerikaanse systeem. De briklaag heet in deze wereldwijd gebruikte classificatiemethodes argillic horizon.
De sterkste lutumverrijking komt op verschillende diepte in de Bt-horizont voor. Bij de lössgronden en sommige rivierterrasgronden is dit vaak het bovenste of middengedeelte van de Bt-horizont. Gronden van het oudste laagterras van de Maas hebben de sterkste lutumverrijking onder in de Bt-horizont. 

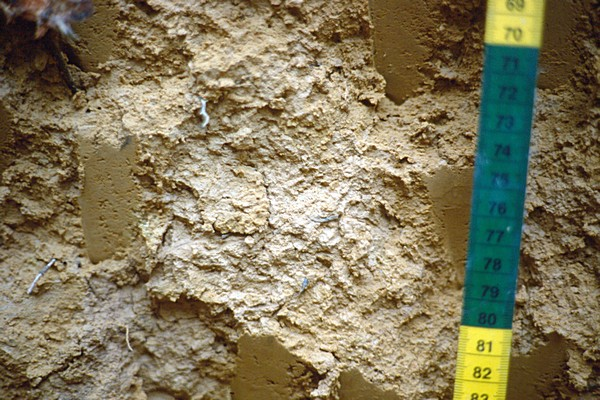
kleihuidjes (glanzend)

De inspoeling is herkenbaar aan kleihuidjes (cutans), die op de wanden van structuurelementen en poriën voorkomen. Ze zijn doorgaans glanzender en donkerder van kleur dan het inwendige van de structuurelementen. Bij hydrobrikgronden zijn de huidjes paarsachtig van kleur, terwijl de structuurelementen van binnen door reductie lichtgrijs zijn en aan de buitenzijde door oxidatie roestvlekken hebben. De structuurelementen van een briklaag hebben een hoekig- of afgerond blokkige of prismatische structuur.